# Tetraloniella brevipennis
Tetraloniella brevipennis är en biart som först beskrevs av Cameron 1898.  Tetraloniella brevipennis ingår i släktet Tetraloniella och familjen långtungebin. Inga underarter finns listade i Catalogue of Life.